# Сесб
Сесб — озеро в районе Высокогорья Алмагин, часть водного пути реки Магнетаван, в округе Парри-Саунд, Онтарио, Канада. Высота над уровнем моря — 280 м. Находится между деревней Бурк-Фоллс (выше по течению реки Магнетаван) и тауншипом Магнетаван (ниже по течению), где впадает в озеро Амик. На озере находятся два острова: безымянное и Гордон — на них, как и на берегу, стоят различные дома и коттеджи.
Помимо вышеупомянутых поселений на озере находится ещё тауншип Раерсон.
В 1886 году между озёрами Сесб и Амик были построены ручные шлюзы и система дамб, которые стоят и по сей день.

## Климат
В окрестностях озера растет смешанный лес. Регион находится в Субарктической климатической зоне. Среднегодовая температура в районе — 4 °C. Самый теплый месяц — август, когда средняя температура составляет 19 °C, а самый холодный — февраль и −14 °C.
Среднегодовая норма осадков — 913 миллиметров. Самый влажный месяц — октябрь, со средним количеством осадков 124 мм, а самый сухой — февраль с 44 мм осадков.
| Климатограмма озера Сесб                        | Климатограмма озера Сесб | Климатограмма озера Сесб | Климатограмма озера Сесб | Климатограмма озера Сесб | Климатограмма озера Сесб | Климатограмма озера Сесб | Климатограмма озера Сесб | Климатограмма озера Сесб | Климатограмма озера Сесб | Климатограмма озера Сесб | Климатограмма озера Сесб |
| ----------------------------------------------- | ------------------------ | ------------------------ | ------------------------ | ------------------------ | ------------------------ | ------------------------ | ------------------------ | ------------------------ | ------------------------ | ------------------------ | ------------------------ |
| Я                                               | Ф                        | М                        | А                        | М                        | И                        | И                        | А                        | С                        | О                        | Н                        | Д                        |
| 112 −14 −17                                     | 72 −11 −17               | 66 −1 −10                | 130 11 −2                | 90 18 6                  | 130 22 10                | 82 21 14                 | 125 21 13                | 130 18 9                 | 203 8 4                  | 129 1 −6                 | 94 −8 −13                |
| Температура в °C • Сумма осадков в мм Источник: |                          |                          |                          |                          |                          |                          |                          |                          |                          |                          |                          |

## Ассоциация водных путей озера Сесб
Сообщество основалось в 1978 году и представляет собой некоммерческую организацию, занимающейся защитой и сохранением благополучия окружающей земли и вод озера Сесб. На 2020-й год в ассоциации насчитывается более чем 200 семей, являющихся резидентами и/или владельцами земли на озере. Каждые два года избирается совет директоров, который несёт ответственность за принятие решений и руководство сообществом.

### Мероприятия
Каждый год ассоциация приглашает всех членов на большие мероприятия, такие как: регата, турнир по гольфу, покер, деньги вырученные с игры уходят на благотворительность и различные фотоконкурсы.

## Фауна

### Рыба
В озере обитают следующие виды рыб:
| Рыбы, обитающие в озере Сесб | Рыбы, обитающие в озере Сесб |
| ---------------------------- | ---------------------------- |
| Название                     | Изображение                  |
| Большеротый окунь            |                              |
| Щука обыкновенная            |                              |
| Светлопёрый судак            |                              |
| Малоротый окунь              |                              |
| Жёлтый окунь                 |                              |
| Обыкновенная солнечная рыба  |                              |
| Красноглазый каменный окунь  |                              |
| Озёрный сиг                  |                              |
| Американский сомик           |                              |
| Чёрный краппи                |                              |